# Enhanced Message Service
Enhanced Message Service (EMS, deutsch „Erweiterter Nachrichtendienst“) ist ein Dienst für die Kommunikation zwischen Mobiltelefonen und nutzt die normale Infrastruktur des Short Message Service (SMS), ist aber zusätzlich noch in der Lage, Bilder und Töne mitzusenden.
Eine Enhanced Message ist dabei im Gegensatz zur Short Message beim SMS nicht auf die Länge von 160 Zeichen begrenzt, kostet aber pro angefangener weiterer 160 Zeichen eine weitere Nachricht. Trotzdem sind Short Messages bzw. Enhanced Messages meist preisgünstiger verglichen mit der Nutzung des Multimedia Messaging Service. Eine Multimedia Message bietet zwar mehr Möglichkeiten der mobilen Übertragung von Bild und Ton, jedoch genügt für reine Textnachrichten weiterhin SMS bzw. EMS.